# جاي بيتر بورغس
جاي بيتر بورغس (بالإنجليزية: J. Peter Burgess؛ بالنرويجية البوكمول: J. Peter Burgess) هو فيلسوف نرويجي وأمريكي، ولد في 1 يونيو 1961 في ميونخ في ألمانيا.